# He Yingqin
He Yingqin, född 2 april 1889 i Xingyi, Guizhou, Kina, död 21 oktober 1987 i Taipei, Taiwan,  var en kinesisk nationalistisk politiker och general.
He Yingqin blev tidigt en av Chiang Kai-sheks närmaste medarbetare. Han deltog i den Norra expeditionen som bekämpade de lokala krigsherrarna under 1920-talet. He Yingqin blev 1926 medlem av Kuomintangs exekutiva råd, var 1927–1928 gemeralstabschef, 1929 inspektör för militärutbildningen, krigsminister 1930–1944 och stabschef i försvarsområdet 1937–1946. He Yingqin var 1946–1948 chef för den kinesiska militärkommissionen i USA och samtidigt Kinas representant i FN:s militära stabskommitté. Han blev chefskommendör för den kinesiska armén år 1944 och accepterade som sådan den ovillkorliga kapitulationen av en miljon japanska soldater i Nanking vid andra sino-japanska krigets slut år 1945. 1949 var han kortvarigt premiärminister i Kina innan han tvingades fly till Taiwan då kommunisterna tog makten. Han var sedan försvarsminister i Taiwan mellan 1949 och 1958.